# Ricardo Montero
Ricardo José Montero Araya árbitro de futebol Costarriquenha mais conhecido Ricardo Montero (nascido em 6 de março de 1986) é um árbitro de futebol Costarriquenha.
Montero tornou-se árbitro da FIFA em 2011 e em 29 de março de 2018, a FIFA anunciou a sua participação na Copa do Mundo de 2018